# Campionato mondiale di Formula E 2024-2025
Il Campionato mondiale di Formula E 2024-2025 (per ragioni commerciali denominato ABB FIA Formula E World Championship 2024-2025) è l'undicesima edizione del campionato di Formula E, quinta come campionato mondiale FIA.
Il campionato piloti è stato vinto da Oliver Rowland con la Nissan, al suo primo titolo mondiale nella categoria. Il pilota britannico ha vinto il titolo con quattro vittorie, tre secondi posti e due pole position, ottenendo il successo con due gare d'anticipo.
Nel campionato team si è imposto il team Tag Heuer Porsche, squadra ufficiale della casa di Stoccarda, con Pascal Wehrlein e Antonio Felix Da Costa, conquistando una vittoria e altri nove arrivi sul podio. Porsche ha vinto anche il mondiale costruttori, grazie anche ai risultati dei team clienti Andretti e Cupra Kiro.

## Modifiche al regolamento
Da questa stagione esordisce la nuova Formula E Gen3 EVO, sempre utilizzando gli pneumatici Hankook.

## Scuderie e piloti

### Tabella riassuntiva
| Scuderia                         | Costruttore       | Vettura                   | N. | Piloti                 | Gare  | Piloti di riserva         | Piloti Test                                                      |
| -------------------------------- | ----------------- | ------------------------- | -- | ---------------------- | ----- | ------------------------- | ---------------------------------------------------------------- |
| Jaguar TCS Racing                | Spark-Jaguar      | Jaguar I-Type 7           | 9  | Mitch Evans            | 1-    |                           | Jamie Chadwick Lilou Wadoux Leonardo Fornaroli                   |
| Jaguar TCS Racing                | Spark-Jaguar      | Jaguar I-Type 7           | 37 | Nick Cassidy           | 1-    |                           | Jamie Chadwick Lilou Wadoux Leonardo Fornaroli                   |
| Envision Racing                  | Spark-Jaguar      | Jaguar I-Type 7           | 4  | Robin Frijns           | 1-    |                           | Alice Powell Alisha Palmowski Zak O’Sullivan Johnathan Hoggard   |
| Envision Racing                  | Spark-Jaguar      | Jaguar I-Type 7           | 16 | Sébastien Buemi        | 1-    |                           | Alice Powell Alisha Palmowski Zak O’Sullivan Johnathan Hoggard   |
| Andretti Global                  | Spark-Porsche     | Porsche 99X Electric      | 27 | Jake Dennis            | 1-    | Jak Crawford Oliver Askew | Chloe Chambers Nerea Martì Jak Crawford Frederik Vesti           |
| Andretti Global                  | Spark-Porsche     | Porsche 99X Electric      | 51 | Nico Müller            | 1-    | Jak Crawford Oliver Askew | Chloe Chambers Nerea Martì Jak Crawford Frederik Vesti           |
| TAG Heuer Porsche Formula E Team | Spark-Porsche     | Porsche 99X Electric      | 13 | António Félix da Costa | 1-    |                           | Gabriela Jílková Marta García Elia Weiss Ayhancan Güven          |
| TAG Heuer Porsche Formula E Team | Spark-Porsche     | Porsche 99X Electric      | 1  | Pascal Wehrlein        | 1-    |                           | Gabriela Jílková Marta García Elia Weiss Ayhancan Güven          |
| CUPRA Kiro race e co.            | Spark-Porsche     | Porsche 99X Electric WCG3 | 3  | David Beckmann         | 1-    |                           | Simona de Silvestro Bianca Bustamante Callum Voisin              |
| CUPRA Kiro race e co.            | Spark-Porsche     | Porsche 99X Electric WCG3 | 33 | Dan Ticktum            | 1-    |                           | Simona de Silvestro Bianca Bustamante Callum Voisin              |
| DS Penske                        | Spark-DS          | DS E-Tense FE25           | 25 | Jean-Éric Vergne       | 1-    |                           | Jess Edgar Beitske Visser Nikita Bedrin Daniil Kvyat             |
| DS Penske                        | Spark-DS          | DS E-Tense FE25           | 7  | Maximilian Günther     | 1-    |                           | Jess Edgar Beitske Visser Nikita Bedrin Daniil Kvyat             |
| Maserati MSG Racing              | Spark-Maserati    | Maserati Tipo Folgore     | 2  | Stoffel Vandoorne      | 1-    |                           | Tatiana Calderón Carrie Schreiner Théo Pourchaire Arthur Leclerc |
| Maserati MSG Racing              | Spark-Maserati    | Maserati Tipo Folgore     | 55 | Jake Hughes            | 1-    |                           | Tatiana Calderón Carrie Schreiner Théo Pourchaire Arthur Leclerc |
| Nissan Formula E Team            | Spark-Nissan      | Nissan e-4ORCE 05         | 17 | Norman Nato            | 1-12  | Sérgio Sette Câmara       | Abbi Pulling Gabriele Minì                                       |
| Nissan Formula E Team            | Spark-Nissan      | Nissan e-4ORCE 05         | 17 | Sérgio Sette Câmara    | 13-14 | Sérgio Sette Câmara       | Abbi Pulling Gabriele Minì                                       |
| Nissan Formula E Team            | Spark-Nissan      | Nissan e-4ORCE 05         | 23 | Oliver Rowland         | 1-    | Sérgio Sette Câmara       | Abbi Pulling Gabriele Minì                                       |
| NEOM McLaren Formula E Team      | Spark-Nissan      | Nissan e-4ORCE 05         | 8  | Sam Bird               | 1-    | Alex Dunne                | Bianca Bustamante Ella Lloyd Alex Dunne                          |
| NEOM McLaren Formula E Team      | Spark-Nissan      | Nissan e-4ORCE 05         | 5  | Taylor Barnard         | 1-    | Alex Dunne                | Bianca Bustamante Ella Lloyd Alex Dunne                          |
| Mahindra Racing                  | Spark-Mahindra    | Mahindra M11Electro       | 21 | Nyck de Vries          | 1-12  |                           | Léna Bühler Dino Beganovic Kush Maini                            |
| Mahindra Racing                  | Spark-Mahindra    | Mahindra M11Electro       | 21 | Felipe Drugovich       | 13-14 |                           | Léna Bühler Dino Beganovic Kush Maini                            |
| Mahindra Racing                  | Spark-Mahindra    | Mahindra M11Electro       | 48 | Edoardo Mortara        | 1-    |                           | Léna Bühler Dino Beganovic Kush Maini                            |
| Lola - Yamaha ABT                | Spark-Lola-Yamaha | Lola-Yamaha T001          | 11 | Lucas Di Grassi        | 1-    |                           | Miki Koyama Alessandro Giusti Hugh Barter                        |
| Lola - Yamaha ABT                | Spark-Lola-Yamaha | Lola-Yamaha T001          | 22 | Zane Maloney           | 1-    |                           | Miki Koyama Alessandro Giusti Hugh Barter                        |

### Scuderie
- Il 28 marzo del 2024, il marchio britannico, Lola ha annunciato il suo ritorno al motorsport di alto livello per la prima volta dal Campionato mondiale di Formula 1 1976. La Lola entrerà in Formula E sviluppando il proprio propulsore in collaborazione con Yamaha[45]. Questa partnership fornirà propulsori ad ABT, che ha deciso ti terminare la collaborazione con Mahindra[46].
- La compagnia di investimenti statunitense The Forest Road Company acquisisce completamente la scuderia cinese ERT, rinominandola in Kiro Race Co. La scuderia inizia inoltre a correre con licenza statunitense e propulsori Porsche[47].

### Piloti
- La Mahindra e la Jaguar TCS Racing confermano i loro piloti per la stagione undici, stesso discorso avviene per Jake Dennis, confermato da Andretti Global, e per Jean-Éric Vergne, confermato da DS Penske[2].
- Nico Müller ha annunciato l'addio al team ABT Cupra[48], il pilota svizzero si unisce al team Andretti Global[12].
- La Maserati MSG Racing rivoluziona la sua line-up, arrivano Stoffel Vandoorne dalla DS Penske e Jake Hughes dalla NEOM McLaren[25].
- Il team ABT Lola conferma il brasiliano Lucas Di Grassi[41] e si assicura il Rookie, Zane Maloney[44].
- La McLaren conferma Sam Bird e per sostituire Hughes sceglie il giovane Taylor Barnard, che ha corso già tre gare con il team britannico la stagione passata[33].
- Maximilian Günther lasciata la Maserati rimanendo legato a Stellantis ed unendosi al team DS Penske[24].
- Il team TAG Heuer Porsche conferma Pascal Wehrlein e António Félix da Costa[13].
- Il team Nissan conferma Oliver Rowland e al posto di Sacha Fenestraz viene ingaggiato Norman Nato[28].
- Anche il team Envision Racing conferma i suoi piloti della passata stagione, ovvero Robin Frijns e Sébastien Buemi[4].

### Cambiamenti durante la stagione
- A causa della concomitanza tra l'E-Prix di Berlino e la 6 Ore di San Paolo del WEC, categoria a cui partecipano diversi piloti di Formula E, ci saranno alcuni cambiamenti:
  - Norman Nato, impegnato a Interlagos con il team Cadillac Hertz Team Jota, viene sostituito in Nissan da Sérgio Sette Câmara.
  - Nyck de Vries, impegnato a Interlagos con il team Toyota Gazoo Racing, viene sostituito in Mahindra da Felipe Drugovich.

## Calendario
L'11 giugno 2024 viene svelato ufficialmente il calendario. I test pre-stagionali si sarebbero dovuti disputare sul Circuito di Valencia dal 4 al 7 novembre 2024, ma le alluvioni che hanno colpito la zona della Comunità Valenciana hanno portato gli organizzatori del campionato a spostarli sul circuito di Jarama, nei pressi di Madrid. SI sono disputati tra il 5 e l'8 novembre 2024
Per la prima volta da dopo la pandemia, la stagione torna ad essere spalmata su due anni solari, con la prima gara, l'E-Prix di San Paolo, che si è disputata il 7 dicembre. Tra le modifiche, la principale riguarda la fuoriuscita dal calendario dell'E-Prix di Misano dopo una sola edizione: la tappa romagnola non viene sostituita da nessun'altra città in Italia, con questa che esce quindi dal calendario. Al posto di Misano, torna in calendario l'E-Prix di Giacarta, in Indonesia, assente nella stagione 2023-2024 per via delle elezioni politiche nel Paese. Negli Stati Uniti, l'E-Prix di Miami sostituisce quello di Portland, tornando in calendario dopo 10 anni: invece che sul vecchio circuito cittadino usato nel 2015 (o che su quello usato dalla F1), si corre presso l'Homestead-Miami Speedway. Cambio anche in Arabia Saudita, con il circuito di Diriyah che non viene confermato, al suo posto si correrà a Gedda. Infine, come nella precedente stagione, c'è una concomitanza tra la Formula E e il WEC, due serie che solitamente hanno in comune molti piloti: l'E-Prix di Berlino è stato in programma lo stesso weekend della 6 ore di San Paolo del Mondiale Endurance.
| Gara | E-Prix                      | Nazione        | Tracciato                                    | Layout           | Data             |
| ---- | --------------------------- | -------------- | -------------------------------------------- | ---------------- | ---------------- |
| 1    | E-Prix di San Paolo         | Brasile        | Circuito cittadino di San Paolo              |                  | 7 dicembre 2024  |
| 2    | E-Prix di Città del Messico | Messico        | Autodromo Hermanos Rodríguez                 |                  | 11 gennaio 2025  |
| 3    | E-Prix di Gedda             | Arabia Saudita | Jeddah Corniche Circuit                      |                  | 14 febbraio 2025 |
| 4    | E-Prix di Gedda             | Arabia Saudita | Jeddah Corniche Circuit                      | 15 febbraio 2025 |                  |
| 5    | E-Prix di Miami             | Stati Uniti    | Homestead-Miami Speedway                     |                  | 12 aprile 2025   |
| 6    | E-Prix di Monaco            | Monaco         | Circuito di Monte Carlo                      |                  | 3 maggio 2025    |
| 7    | E-Prix di Monaco            | Monaco         | Circuito di Monte Carlo                      | 4 maggio 2025    |                  |
| 8    | E-Prix di Tokyo             | Giappone       | Circuito cittadino di Tokyo                  |                  | 17 maggio 2025   |
| 9    | E-Prix di Tokyo             | Giappone       | Circuito cittadino di Tokyo                  | 18 maggio 2025   |                  |
| 10   | E-Prix di Shanghai          | Cina           | Circuito di Shanghai                         |                  | 31 maggio 2025   |
| 11   | E-Prix di Shanghai          | Cina           | Circuito di Shanghai                         | 1 giugno 2025    |                  |
| 12   | E-Prix di Giacarta          | Indonesia      | Circuito Internazionale ePrix di Giacarta    |                  | 21 giugno 2025   |
| 13   | E-Prix di Berlino           | Germania       | Circuito dell'aeroporto di Berlino-Tempelhof |                  | 12 luglio 2025   |
| 14   | E-Prix di Berlino           | Germania       | Circuito dell'aeroporto di Berlino-Tempelhof | 13 luglio 2025   |                  |
| 15   | E-Prix di Londra            | Regno Unito    | Circuito del centro espositivo ExCeL         |                  | 26 luglio 2025   |
| 16   | E-Prix di Londra            | Regno Unito    | Circuito del centro espositivo ExCeL         | 27 luglio 2025   |                  |

## Risultati e classifiche

### Gare
| Round | E-Prix            | Pole position      | Giro veloce            | Pilota vincitore   | Team vincitore  | Costruttore | Resoconto |
| ----- | ----------------- | ------------------ | ---------------------- | ------------------ | --------------- | ----------- | --------- |
| 1     | San Paolo         | Pascal Wehrlein    | António Félix da Costa | Mitch Evans        | Jaguar Racing   | Jaguar      | Resoconto |
| 2     | Città del Messico | Pascal Wehrlein    | Jake Dennis            | Oliver Rowland     | Nissan          | Nissan      | Resoconto |
| 3     | Gedda             | Maximilian Günther | Maximilian Günther     | Maximilian Günther | DS Penske       | Stellantis  | Resoconto |
| 4     | Gedda             | Taylor Barnard     | Jake Hughes            | Oliver Rowland     | Nissan          | Nissan      | Resoconto |
| 5     | Homestead         | Norman Nato        | Pascal Wehrlein        | Pascal Wehrlein    | Porsche         | Porsche     | Resoconto |
| 6     | Monaco            | Taylor Barnard     | Pascal Wehrlein        | Oliver Rowland     | Nissan          | Nissan      | Resoconto |
| 7     | Monaco            | Oliver Rowland     | António Félix da Costa | Sébastien Buemi    | Envision Racing | Jaguar      | Resoconto |
| 8     | Tokyo             | Oliver Rowland     | Nick Cassidy           | Stoffel Vandoorne  | Maserati        | Stellantis  | Resoconto |
| 9     | Tokyo             | Oliver Rowland     | Sam Bird               | Oliver Rowland     | Nissan          | Nissan      | Resoconto |
| 10    | Shanghai          | Maximilian Günther | Taylor Barnard         | Maximilian Günther | DS Penske       | Stellantis  | Resoconto |
| 11    | Shanghai          | Nick Cassidy       | Pascal Wehrlein        | Nick Cassidy       | Jaguar Racing   | Jaguar      | Resoconto |
| 12    | Giacarta          | Jake Dennis        | Norman Nato            | Dan Ticktum        | CUPRA Kiro      | Porsche     | Resoconto |
| 13    | Berlino           | Mitch Evans        | Pascal Wehrlein        | Mitch Evans        | Jaguar Racing   | Jaguar      | Resoconto |
| 14    | Berlino           | Pascal Wehrlein    | Nick Cassidy           | Nick Cassidy       | Jaguar Racing   | Jaguar      | Resoconto |
| 15    | Londra            | Mitch Evans        | Pascal Wehrlein        | Nick Cassidy       | Jaguar Racing   | Jaguar      | Resoconto |
| 16    | Londra            | Dan Ticktum        | Nick Cassidy           | Nick Cassidy       | Jaguar Racing   | Jaguar      | Resoconto |

### Classifica piloti
I punti sono assegnati ai primi 10 classificati in ogni gara, a colui che parte in Pole Position e al pilota con il giro più veloce in gara fra i primi 10 classificati. I punti sono assegnati secondo questo schema:
| Posizione | 1ª | 2ª | 3ª | 4ª | 5ª | 6ª | 7ª | 8ª | 9ª | 10ª | Pole | GV |
| --------- | -- | -- | -- | -- | -- | -- | -- | -- | -- | --- | ---- | -- |
| Punti     | 25 | 18 | 15 | 12 | 10 | 8  | 6  | 4  | 2  | 1   | 3    | 1  |

| Pos. | Pilota                 | SAP | MEX | GED | GED | MIA | MON | MON | TOK | TOK | SHA | SHA | GIA | BER | BER | LON | LON | Punti |
| ---- | ---------------------- | --- | --- | --- | --- | --- | --- | --- | --- | --- | --- | --- | --- | --- | --- | --- | --- | ----- |
| 1    | Oliver Rowland         | 14  | 1   | 2   | 1   | 10  | 1   | 2   | 2   | 1   | 5   | 13  | 10  | Rit | 4   | 11  | Rit | 184   |
| 2    | Nick Cassidy           | 15  | 12  | 11  | 5   | 15  | 18  | 3   | 10  | 7   | 21  | 1   | 6   | 5   | 1   | 1   | 1   | 153   |
| 3    | Pascal Wehrlein        | Rit | 3   | 15  | 8   | 1   | 6   | 7   | 13  | 2   | 12  | 2   | 11  | 2   | 15  | 3   | 8   | 145   |
| 4    | Taylor Barnard         | 3   | 14  | 3   | 2   | 20  | 15  | 16  | 3   | Rit | 3   | 10  | 7   | 4   | 6   | 13  | Rit | 112   |
| 5    | António Félix da Costa | 2   | 2   | 9   | Rit | 3   | Rit | 4   | 7   | Rit | 13  | 3   | 5   | 10  | 8   | 14  | 6   | 111   |
| 6    | Jean-Éric Vergne       | 9   | 5   | 6   | 7   | 12  | 12  | 6   | 8   | 6   | 2   | 5   | 15  | Rit | 3   | 5   | 15  | 99    |
| 7    | Jake Dennis            | Rit | 4   | NC  | 4   | 9   | 3   | 9   | SQ  | 4   | 17  | 17  | 17  | Rit | 2   | 8   | 4   | 93    |
| 8    | Nyck de Vries          | 6   | 8   | 4   | 13  | 11  | 2   | 5   | 11  | 15  | 8   | 12  | Rit |     |     | 2   | 2   | 92    |
| 9    | Edoardo Mortara        | 5   | 19  | 7   | 10  | 5   | 4   | 12  | 6   | 12  | Rit | 19  | 2   | 3   | 11  | 6   | Rit | 88    |
| 10   | Maximilian Günther     | 11  | 6   | 1   | Rit | 17  | 10  | 8   | Rit | 10  | 1   | Rit | Rit | 6   | Rit | Rit | 7   | 85    |
| 11   | Dan Ticktum            | 8   | 16  | 18  | 9   | 7   | 7   | 15  | 5   | 3   | 4   | 16  | 1   | 9   | 14  | Rit | 14  | 85    |
| 12   | Sébastien Buemi        | 7   | 17  | 12  | 19  | 13  | 19  | 1   | 4   | 9   | 9   | 18  | 3   | 7   | Rit | 16  | 3   | 84    |
| 13   | Mitch Evans            | 1   | Rit | 19  | Rit | 16  | 20  | 18  | Rit | NP  | 20  | 14  | 12  | 1   | 5   | 10  | 5   | 74    |
| 14   | Stoffel Vandoorne      | 10  | 7   | 10  | 6   | 14  | 9   | 10  | 1   | 19  | 11  | 7   | Rit | 12  | 13  | 4   | 12  | 62    |
| 15   | Nico Müller            | Rit | 9   | Rit | 11  | 4   | 5   | Rit | 12  | 11  | 15  | 6   | 4   | 8   | 17  | 15  | Rit | 48    |
| 16   | Jake Hughes            | Rit | 10  | 5   | 3   | Rit | 16  | 17  | 19  | 18  | 16  | 4   | Rit | 14  | 10  | Rit | 17  | 40    |
| 17   | Lucas di Grassi        | Rit | 20  | SQ  | 16  | 2   | 13  | Rit | 17  | 5   | 18  | 9   | 13  | 18  | 12  | 17  | 9   | 32    |
| 18   | Sam Bird               | 4   | 18  | 8   | 12  | 18  | 11  | 20  | 14  | 8   | 7   | 15  | 8   | 11  | Rit | NC  | Rit | 31    |
| 19   | Robin Frijns           | NP  | 11  | 13  | 14  | 8   | 8   | 11  | 9   | 16  | 10  | 8   | 9   | 13  | Rit | 7   | 13  | 23    |
| 20   | Norman Nato            | 13  | 13  | 17  | 15  | 6   | 14  | 13  | 15  | 17  | 6   | 21  | 14  |     |     | 9   | 11  | 21    |
| 21   | Felipe Drugovich       |     |     |     |     |     |     |     |     |     |     |     |     | 17  | 7   |     |     | 6     |
| 22   | Sérgio Sette Câmara    |     |     |     |     |     |     |     |     |     |     |     |     | 15  | 9   |     |     | 2     |
| 23   | David Beckmann         | NC  | Rit | 14  | 17  | NC  | 17  | 19  | 18  | 13  | 14  | 20  | 16  | Rit | 16  | 12  | 10  | 1     |
| 24   | Zane Maloney           | 12  | 15  | 16  | 18  | 19  | 21  | 14  | 16  | 14  | 19  | 11  | 18  | 16  | Rit | Rit | 16  | 0     |
| Pos. | Pilota                 | SAP | MEX | GED | GED | MIA | MON | MON | TOK | TOK | SHA | SHA | GIA | BER | BER | LON | LON | Punti |

| Colore  | Risultato             |
| ------- | --------------------- |
| Oro     | Vincitore             |
| Argento | 2º posto              |
| Bronzo  | 3º posto              |
| Verde   | Finito a punti        |
| Blu     | Finito senza punti    |
| Viola   | Ritirato (Rit)        |
| Viola   | Non classificato (NC) |
| Rosso   | Non qualificato (NQ)  |
| Nero    | Squalificato (SQ)     |
| Bianco  | Non partito (NP)      |
| Bianco  | Non ha gareggiato     |
| Bianco  | Infortunato (INF)     |
| Bianco  | Escluso (ES)          |
| Bianco  | Gara cancellata (C)   |

† Il pilota non ha terminato la gara, ma si è classificato in quanto ha completato oltre il 90% della distanza di gara.

### Classifica squadre
| Pos. | Squadra                          | No. | Piloti       | SAP | MEX | GED | GED | MIA | MON | MON | TOK | TOK | SHA | SHA | GIA | BER | BER | LON | LON | Punti |
| ---- | -------------------------------- | --- | ------------ | --- | --- | --- | --- | --- | --- | --- | --- | --- | --- | --- | --- | --- | --- | --- | --- | ----- |
| 1    | TAG Heuer Porsche Formula E Team | 1   | Wehrlein     | Rit | 3   | 15  | 8   | 1   | 6   | 7   | 13  | 2   | 12  | 2   | 11  | 2   | 16  | 3   | 8   | 256   |
| 1    | TAG Heuer Porsche Formula E Team | 13  | Da Costa     | 2   | 2   | 9   | Rit | 3   | Rit | 4   | 7   | Rit | 13  | 3   | 5   | 10  | 9   | 14  | 6   | 256   |
| 2    | Jaguar TCS Racing                | 9   | Evans        | 1   | Rit | 19  | Rit | 16  | 20  | 18  | Rit | NP  | 20  | 14  | 12  | 1   | 5   | 10  | 5   | 227   |
| 2    | Jaguar TCS Racing                | 37  | Cassidy      | 15† | 12  | 11  | 5   | 15  | 18  | 3   | 10  | 7   | 21  | 1   | 6   | 5   | 1   | 1   | 1   | 227   |
| 3    | Nissan Formula E Team            | 17  | Nato         | 13  | 13  | 17  | 15  | 6   | 14  | 13  | 15  | 17  | 6   | 21  | 14  |     |     | 9   | 11  | 207   |
| 3    | Nissan Formula E Team            | 17  | Sette Câmara |     |     |     |     |     |     |     |     |     |     |     |     | 15  | 10  |     |     | 207   |
| 3    | Nissan Formula E Team            | 23  | Rowland      | 14  | 1   | 2   | 1   | 10  | 1   | 2   | 2   | 1   | 5   | 13  | 10  | Rit | 4   | 11  | Rit | 207   |
| 4    | Mahindra Racing                  | 21  | de Vries     | 6   | 8   | 4   | 13  | 11  | 2   | 5   | 11  | 15  | 8   | 12  | Rit |     |     | 2   | 2   | 186   |
| 4    | Mahindra Racing                  | 21  | Drugovich    |     |     |     |     |     |     |     |     |     |     |     |     | 17  | 7   |     |     | 186   |
| 4    | Mahindra Racing                  | 48  | Mortara      | 5   | 19  | 7   | 10  | 5   | 4   | 12  | 6   | 12  | Rit | 19  | 2   | 3   | 12  | 6   | Rit | 186   |
| 5    | DS Penske                        | 7   | Günther      | 11  | 6   | 1   | Rit | 17  | 10  | 8   | Rit | 10  | 1   | Rit | Rit | 6   | Rit | Rit | 7   | 184   |
| 5    | DS Penske                        | 25  | Vergne       | 9   | 5   | 6   | 7   | 12  | 12  | 6   | 8   | 6   | 2   | 5   | 16  | Rit | 3   | 5   | 15  | 184   |
| 6    | NEOM McLaren Formula E Team      | 5   | Barnard      | 3   | 14  | 3   | 2   | 20  | 15  | 16  | 3   | Rit | 3   | 10  | 7   | 4   | 6   | 13  | Rit | 143   |
| 6    | NEOM McLaren Formula E Team      | 8   | Bird         | 4   | 18  | 8   | 12  | 18  | 11  | 20  | 14  | 8   | 7   | 15  | 8   | 11  | Rit | NC  | Rit | 143   |
| 7    | Andretti Global                  | 27  | Dennis       | Rit | 4   | Rit | 4   | 9   | 3   | 9   | SQ  | 4   | 17  | 17  | 17  | Rit | 2   | 8   | 4   | 141   |
| 7    | Andretti Global                  | 51  | Müller       | Rit | 9   | Rit | 11  | 4   | 5   | Rit | 12  | 11  | 15  | 6   | 4   | 8   | 8   | 15  | Rit | 141   |
| 8    | Envision Racing                  | 4   | Frijns       | NP  | 11  | 13  | 14  | 8   | 8   | 11  | 9   | 16  | 10  | 8   | 9   | 13  | Rit | 7   | 13  | 107   |
| 8    | Envision Racing                  | 16  | Buemi        | 7   | 17  | 12  | 19  | 13  | 19  | 1   | 4   | 9   | 9   | 18  | 3   | 7   | Rit | 16  | 3   | 107   |
| 9    | Maserati MSG Racing              | 2   | Vandoorne    | 10  | 7   | 10  | 6   | 14  | 9   | 10  | 1   | 19  | 11  | 7   | Rit | 12  | 14  | 4   | 12  | 102   |
| 9    | Maserati MSG Racing              | 55  | Hughes       | Rit | 10  | 5   | 3   | Rit | 16  | 17  | 19  | 18  | 16  | 5   | Rit | 14  | 11  | Rit | 17  | 102   |
| 10   | CUPRA Kiro Race Co               | 3   | Beckmann     | NC  | Rit | 14  | 17  | Rit | 17  | 19  | 18  | 13  | 14  | 20  | 15  | Rit | 17  | 12  | 10  | 86    |
| 10   | CUPRA Kiro Race Co               | 33  | Ticktum      | 8   | 16  | 18  | 9   | 6   | 7   | 15  | 5   | 3   | 4   | 16  | 1   | 9   | 15  | Rit | 14  | 86    |
| 11   | Lola - Yamaha ABT                | 11  | Di Grassi    | Rit | 20  | SQ  | 16  | 2   | 13  | Rit | 17  | 5   | 18  | 9   | 13  | 18  | 13  | 17  | 9   | 32    |
| 11   | Lola - Yamaha ABT                | 22  | Maloney      | 12  | 15  | 16  | 18  | 19  | 21  | 14  | 16  | 14  | 19  | 11  | 18  | 16  | 18  | Rit | 16  | 32    |
| Pos. | Squadra                          | No. | Piloti       | SAP | MEX | GED | GED | MIA | MON | MON | TOK | TOK | SHA | SHA | GIA | BER | BER | LON | LON | Punti |

† Il pilota non ha terminato la gara, ma si è classificato in quanto ha completato oltre il 90% della distanza di gara.

### Classifica costruttori
| Pos. | Costruttore   | SAP | MEX | GED | GED | MIA | MON | MON | TOK | TOK | SHA | SHA | GIA | BER | BER | LON | LON | Punti |
| ---- | ------------- | --- | --- | --- | --- | --- | --- | --- | --- | --- | --- | --- | --- | --- | --- | --- | --- | ----- |
| 1    | Porsche       | 2   | 2   | 7   | 4   | 1   | 3   | 4   | 5   | 2   | 4   | 2   | 1   | 2   | 2   | 3   | 4   | 383   |
| 1    | Porsche       | 8   | 3   | 10  | 7   | 3   | 5   | 7   | 7   | 3   | 9   | 3   | 4   | 7   | 8   | 8   | 5   | 383   |
| 2    | Jaguar        | 1   | 7   | 8   | 5   | 6   | 6   | 1   | 4   | 6   | 7   | 1   | 3   | 1   | 1   | 1   | 1   | 350   |
| 2    | Jaguar        | 7   | 8   | 9   | 10  | 10  | 11  | 3   | 9   | 8   | 8   | 6   | 5   | 5   | 5   | 7   | 3   | 350   |
| 3    | Nissan        | 3   | 1   | 2   | 1   | 5   | 1   | 2   | 2   | 1   | 3   | 8   | 6   | 4   | 4   | 9   | 8   | 342   |
| 3    | Nissan        | 4   | 9   | 3   | 2   | 7   | 9   | 10  | 3   | 7   | 5   | 11  | 7   | 8   | 6   | 10  | Rit | 342   |
| 4    | Stellantis    | 9   | 4   | 1   | 3   | 9   | 7   | 6   | 1   | 5   | 1   | 4   | 9   | 6   | 3   | 4   | 6   | 274   |
| 4    | Stellantis    | 10  | 5   | 5   | 6   | 11  | 8   | 8   | 8   | 9   | 2   | 5   | Rit | 9   | 9   | 5   | 9   | 274   |
| 5    | Mahindra      | 5   | 6   | 4   | 8   | 4   | 2   | 5   | 6   | 10  | 6   | 10  | 2   | 3   | 7   | 2   | 2   | 213   |
| 5    | Mahindra      | 6   | 11  | 6   | 9   | 8   | 4   | 9   | 10  | 12  | Rit | 12  | Rit | 11  | 10  | 6   | Rit | 213   |
| 6    | Lola - Yamaha | 11  | 10  | 11  | 11  | 2   | 10  | 11  | 11  | 4   | 10  | 7   | 8   | 10  | 11  | 11  | 7   | 54    |
| 6    | Lola - Yamaha | Rit | 12  | SQ  | 12  | 12  | 12  | Rit | 12  | 11  | 11  | 9   | 10  | 12  | 12  | Rit | 10  | 54    |
| Pos. | Costruttore   | SAP | MEX | GED | GED | MIA | MON | MON | TOK | TOK | SHA | SHA | GIA | BER | BER | LON | LON | Punti |